# Цехлін
Цехлін (пол. Ciechlin) — село в Польщі, у гміні Пневи Груєцького повіту Мазовецького воєводства.
Населення — 214 осіб (2011).

## Демографія
Демографічна структура станом на 31 березня 2011 року:
|          | Загалом | Допрацездатний вік | Працездатний вік | Постпрацездатний вік |
| -------- | ------- | ------------------ | ---------------- | -------------------- |
| Чоловіки | 114     | 28                 | 79               | 7                    |
| Жінки    | 100     | 23                 | 59               | 18                   |
| Разом    | 214     | 51                 | 138              | 25                   |